# 巴伐利亚州议会
巴伐利亚州议会（德语：Bayerischer Landtag），德国巴伐利亚州的立法机构，为一院制。巴伐利亚州议会办公地点位于慕尼黑马克西米利安纪念馆。
巴伐利亚州议会选举每5年举行一次。巴伐利亚州议会现任议长为伊爾塞·愛格納，於2018年11月上任。

## 历史
巴伐利亚州议会最早可追溯到巴伐利亚王国时期。1819年，巴伐利亚王国议会成立，当时称作Ständeversammlung，分为贵族院（上议院）与人民院（下议院）。 1848年，更名为Landtag。
在魏玛共和国时期，1919年，上议院被废除，巴伐利亚州议会成为一院制议会。1934年1月30日，巴伐利亚州议会解散。
1946年12月1日，巴伐利亚州新宪法颁布后，举行了战后首次州议会选举，1946年至1999年间，巴伐利亚州上议院再次恢复，称作巴伐利亚州参议院。1999年，巴伐利亚州参议院取消，巴伐利亚州议会再次成为一院制议会。

## 外部連結
- Official website of the Bavarian Landtag （页面存档备份，存于） (in German)
- Official website of the Bavarian Landtag （页面存档备份，存于） (in English)
- Landeswahlgesetz – Laws and regulations governing elections in Bavaria （页面存档备份，存于） (in German)
- Website of the Bavarian government (in German)
- Website of the Bavarian government (in English)